# Rhizophagus grandis
Espèce
Rhizophagus grandis est une espèce de Coléoptères de la famille des Monotomidae et de la super-famille des Cucujoidea. Originaire de Sibérie et présent en Europe, il s'agit d'un prédateur du Scolyte invasif et problématique Dendroctone de l’Épicéa qui est un xylophage des premiers centimètres des troncs vivants d'Épicéas. Cette qualité lui a valu d'être utilisé en tant qu'agent de lutte biologique en sylviculture.

## Description

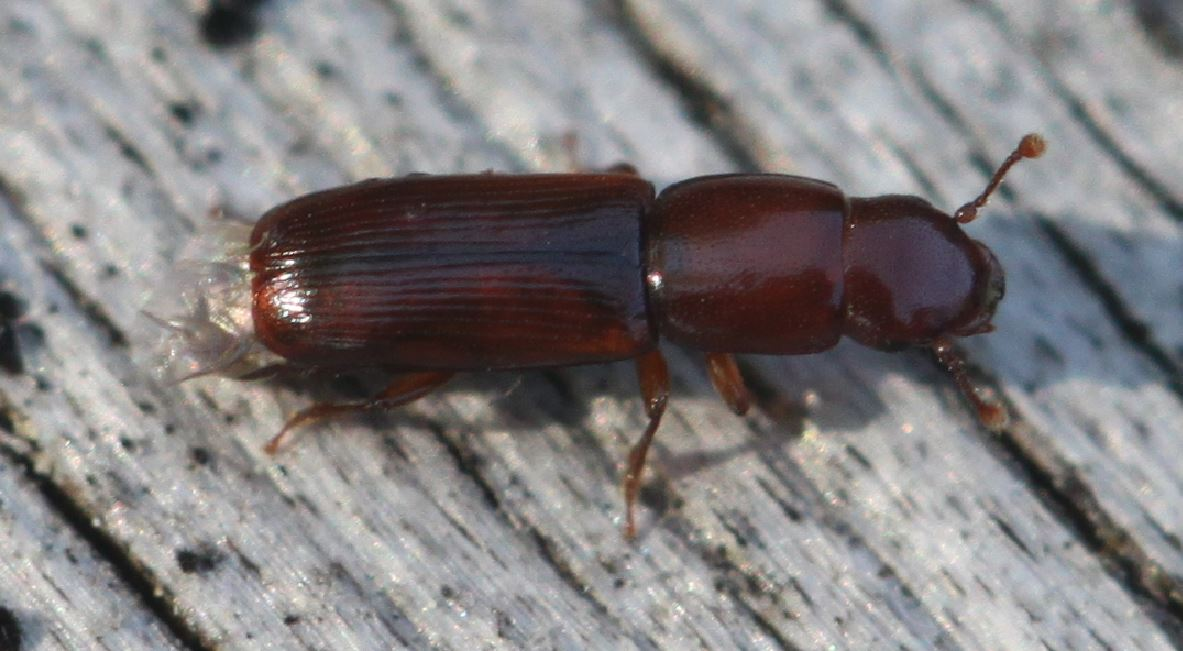
L'espèce très proche Rhizophagus depressus (Schwetzingen, vallée du Rhin, Allemagne)

Les espèces du genre Rhizophagus sont des Coléoptères dont les antennes sont composées de 10 articles et se terminent par une massue solide, les tarses sont hétéromères. 
Rhizophagus grandis est un insecte rouge-brun et luisant mesurant de 5 à 6 mm, beaucoup plus grand et large que R. depressus. sa tête est plus étroite que son prothorax, finement et ponctuée de façon éparse, les points étant allongés et même se confondant en rides longitudinales. Le prothorax est un peu plus court que, large, parallèle, tronqué droit en devant, tous ses angles sont obtus et subarrondis, le dessus présente des points fins et clairsemés. Les élytres sont striées et ponctuées : les stries étant distinctes sur le dos, plus fines vers les côtés, ces dernières étant marquées par de très fines rangées de points. Les interstries sont plans, le premier (sutural) avec une rangée de très fins points écartés ; le deuxième entre la première et la deuxième strie, élargi en avant, et là ponctué irrégulièrement, puis les points forment une simple ligne jusqu'au-delà du milieu ; les autres interstries sont lisses. 
Rhizophagus grandis se distingue de R. depressus, en dehors de sa taille et de sa largeur, par le prothorax plus court; le deuxième interstrie est aussi plus élargi en avant, et les points y sont plus profonds.

## Biologie
Dendroctonus micans est une espèce de Scolytes qui pose de sérieux problème sur les peuplements d'Épicéas en creusant des galeries dans la partie vivante du tronc. Les attaques successive coupent ainsi par cerclage la circulation de la sève et font dépérir l'arbre. Originaire de Sibérie, cette espèce s'est diffusée durant le XXe siècle sur l'ensemble de l'Europe, Rhizophagus grandis le suivant de près. En effet, cette espèce est un prédateur exclusif de Dendroctonus micans. Elle est capable de détecter adultes et larves infestant un arbre par l'intermédiaire des phéromones produites par leurs excréments, qui contiennent des monoterpènes.

## Distribution
Originaire de Sibérie, Rhizophagus grandis s'est diffusée dans le proche-Orient et en Europe notamment en Grande Bretagne, France, Belgique, aux Pays-bas, en Italie, Suisse, Autriche, Tchéquie, Slovaquie, Allemagne, Pologne, au Danemark, en Norvège, Suède, Finlande, Biélorussie ainsi qu'au Nord et au centre de la Russie européenne . En France, l'espèce est probablement présente sur l'ensemble du territoire métropolitain à l'exception de la Corse et avec certitude dans les départements Orne, Ardennes, Bas-Rhin, Haut-Rhin, Corrèze, Cantal, Haute-Savoie, Savoie, Isère, Tarn, Hérault, Alpes de Haute-Provence.

## Agent de lutte biologique en sylviculture
La première utilisation de Rhizophagus grandis en tant qu'agent de lutte biologique a lieu dans les années 1950 en Géorgie soviétique, après une infestation massive de D. micans. Durant les années 1960, 1970, des campagnes massives d'import de larves et d'adultes sont menées. Le Scolyte progressant en Turquie, la lutte est également menée dans ce pays. Dans les années 1980, c'est dans le Massif central français et les Ardennes belges que cette lutte biologique est implantée. Une diète forcée ainsi des stimulations phéromonales pour favoriser l'oviposition sont mises en œuvre sur les pourtours des zones infestées afin de les contenir. Malheureusement, l'infestation se diffuse par la suite en Aveyron et dans l'Orne. Des utilisations similaires ont lieu dans les années 1980 dans le Nord-Ouest de l'Angleterre et au Pays de Galles et sont toujours d'actualité dans les années 2000,. 
En Chine, Rhizophagus grandis est également utilisé dans la lutte contre Dendroctonus valens, une espèce de Scolytes invasif originaire d'Amérique du Nord  et proche de D. micans. 